# Mikael Buckx
Mikael Buckx, född 6 augusti 1881, död 22 september 1946, var romersk-katolsk präst och biskop. Buckx prästvigdes år 1906 och blev apostolisk administratör för Romersk-katolska kyrkan i Finland år 1921. Han vigdes till titulärbiskop av Doliche och blev apostolisk vikarie för Finland år 1923. Denna uppgift skötte han ända tills han avgick år 1933.